# Saint-Bénigne
Saint-Bénigne és un municipi francès situat al departament de l'Ain i a la regió d'Alvèrnia-Roine-Alps. L'any 2007 tenia 1.108 habitants.

## Demografia

### Població
El 2007 la població de fet de Saint-Bénigne era de 1.108 persones. Hi havia 436 famílies de les quals 96 eren unipersonals (44 homes vivint sols i 52 dones vivint soles), 132 parelles sense fills, 168 parelles amb fills i 40 famílies monoparentals amb fills.
La població ha evolucionat segons el següent gràfic:
Habitants censats

### Habitatges
El 2007 hi havia 469 habitatges, 428 eren l'habitatge principal de la família, 26 eren segones residències i 15 estaven desocupats. 446 eren cases i 22 eren apartaments. Dels 428 habitatges principals, 356 estaven ocupats pels seus propietaris, 66 estaven llogats i ocupats pels llogaters i 6 estaven cedits a títol gratuït; 3 tenien una cambra, 11 en tenien dues, 54 en tenien tres, 145 en tenien quatre i 215 en tenien cinc o més. 355 habitatges disposaven pel capbaix d'una plaça de pàrquing. A 158 habitatges hi havia un automòbil i a 236 n'hi havia dos o més.

### Piràmide de població
La piràmide de població per edats i sexe el 2009 era:
| Homes | Edats   | Dones |
| ----- | ------- | ----- |
| 0     | 95 o +  | 0     |
| 8     | 90 a 94 | 8     |
| 4     | 85 a 89 | 0     |
| 8     | 80 a 84 | 4     |
| 8     | 75 a 79 | 12    |
| 24    | 70 a 74 | 16    |
| 32    | 65 a 69 | 40    |
| 28    | 60 a 64 | 28    |
| 24    | 55 a 59 | 20    |
| 36    | 50 a 54 | 20    |
| 20    | 45 a 49 | 24    |
| 56    | 40 a 44 | 36    |
| 32    | 35 a 39 | 16    |
| 16    | 30 a 34 | 32    |
| 28    | 25 a 29 | 28    |
| 8     | 20 a 24 | 4     |
| 28    | 15 a 19 | 12    |
| 8     | 10 a 14 | 36    |
| 32    | 5 a 9   | 24    |
| 24    | 0 a 4   | 12    |

## Economia
El 2007 la població en edat de treballar era de 673 persones, 527 eren actives i 146 eren inactives. De les 527 persones actives 494 estaven ocupades (268 homes i 226 dones) i 33 estaven aturades (13 homes i 20 dones). De les 146 persones inactives 61 estaven jubilades, 41 estaven estudiant i 44 estaven classificades com a «altres inactius».

### Ingressos
El 2009 a Saint-Bénigne hi havia 436 unitats fiscals que integraven 1.141,5 persones, la mediana anual d'ingressos fiscals per persona era de 18.316 €.

### Activitats econòmiques
Dels 32 establiments que hi havia el 2007, 2 eren d'empreses de fabricació de material elèctric, 3 d'empreses de fabricació d'altres productes industrials, 6 d'empreses de construcció, 7 d'empreses de comerç i reparació d'automòbils, 1 d'una empresa de transport, 1 d'una empresa d'hostatgeria i restauració, 1 d'una empresa financera, 1 d'una empresa immobiliària, 7 d'empreses de serveis, 1 d'una entitat de l'administració pública i 2 d'empreses classificades com a «altres activitats de serveis».
Dels 11 establiments de servei als particulars que hi havia el 2009, 1 era un taller de reparació d'automòbils i de material agrícola, 2 paletes, 1 guixaire pintor, 2 lampisteries, 2 perruqueries, 1 veterinari, 1 agència de treball temporal i 1 restaurant.
Dels 3 establiments comercials que hi havia el 2009, 1 era un hipermercat, 1 una peixateria i 1 una botiga de material de revestiment de parets i terra.
L'any 2000 a Saint-Bénigne hi havia 36 explotacions agrícoles que ocupaven un total de 1.273 hectàrees.

## Equipaments sanitaris i escolars
El 2009 hi havia una escola elemental.

## Poblacions més properes
El següent diagrama mostra les poblacions més properes.